# Lampides eordaa
Lampides eordaa är en fjärilsart som beskrevs av Hans Fruhstorfer 1916. Lampides eordaa ingår i släktet Lampides och familjen juvelvingar. Inga underarter finns listade i Catalogue of Life.